# Dürrer Bach (Ilm)
Der als Dürrer Bach bezeichnete Bach ist ein linker Zufluss der Ilm (zur Saale) vor Tiefurt in der kreisfreien Stadt Weimar in Thüringen. Es gibt auch eine mittelalterliche Bezeichnung Dornbach für diesen.

## Geologie
Am Südhang des Großen Ettersberges durchquert  der Bach das Gebiet von Kleinroda. Der Bach entspringt dem oberen Muschelkalk als Schichtquelle  im sog. Bürgerrödchen. Er hat eine Länge von ca. 3 Kilometern. Dieser namensgebende Bach wiederum führt nur wenig Wasser, abhängig von der Schneeschmelze oder dem Starkregen.

## Verkehr

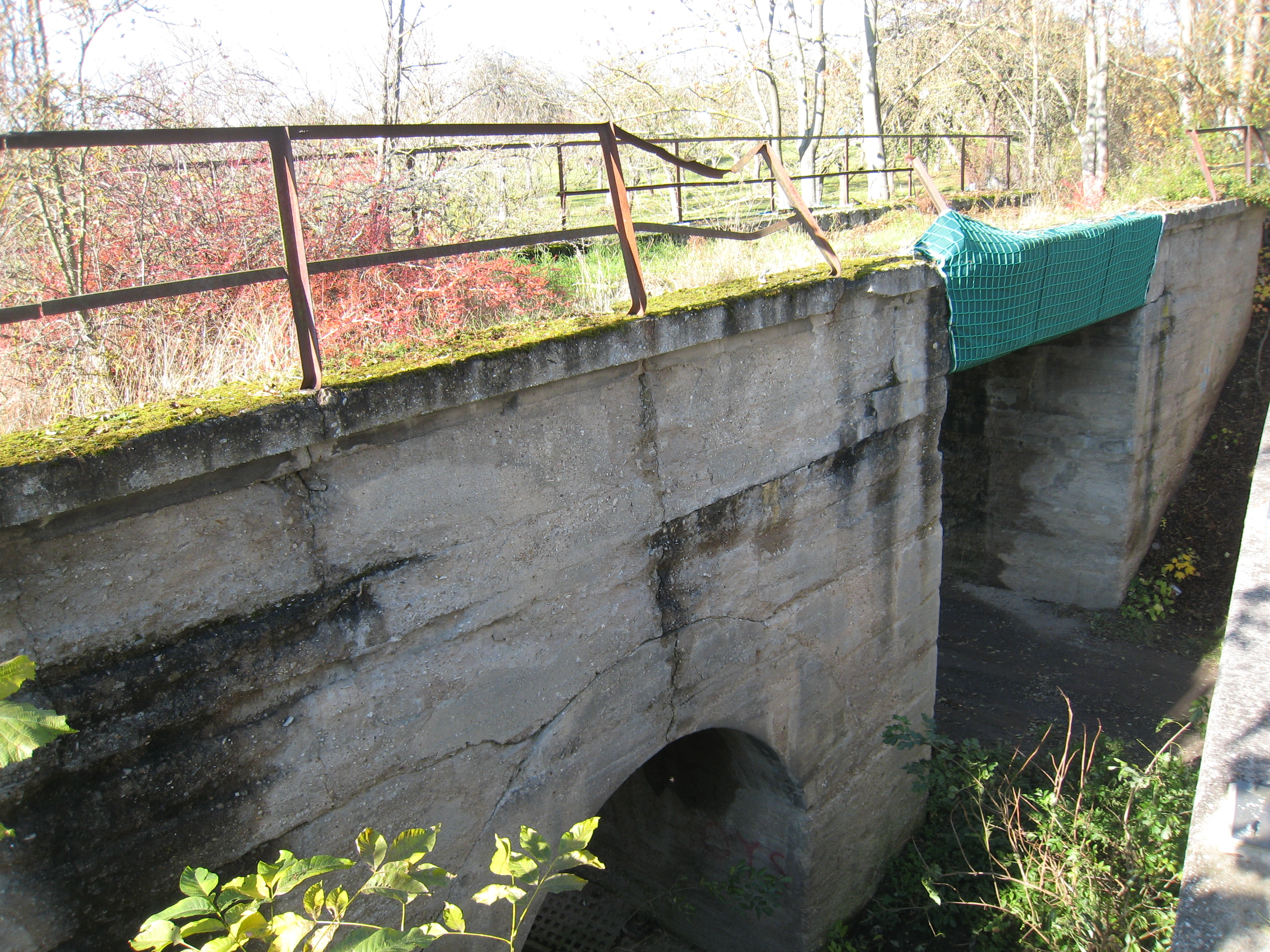
Eisenbahnbrücke Dürrer Bach bei Schöndorf

Es gibt eine Bushaltestelle Dürrer Bach der Linie 8.
Bei Schöndorf (Weimar) überquert eine 26 Meter lange Brücke mit einer Stützweite von 5,44 m den Bach.
Westlich der Buttelstedter Straße gibt es einen Kleingartenverein Am Dürren Bach. In einer Tiefurter Kleingartenanlage kurz vor der Mündung wird der Dürre Bach von einer Eisenbahnbrücke überquert.

## Dürrenbacher Hütte

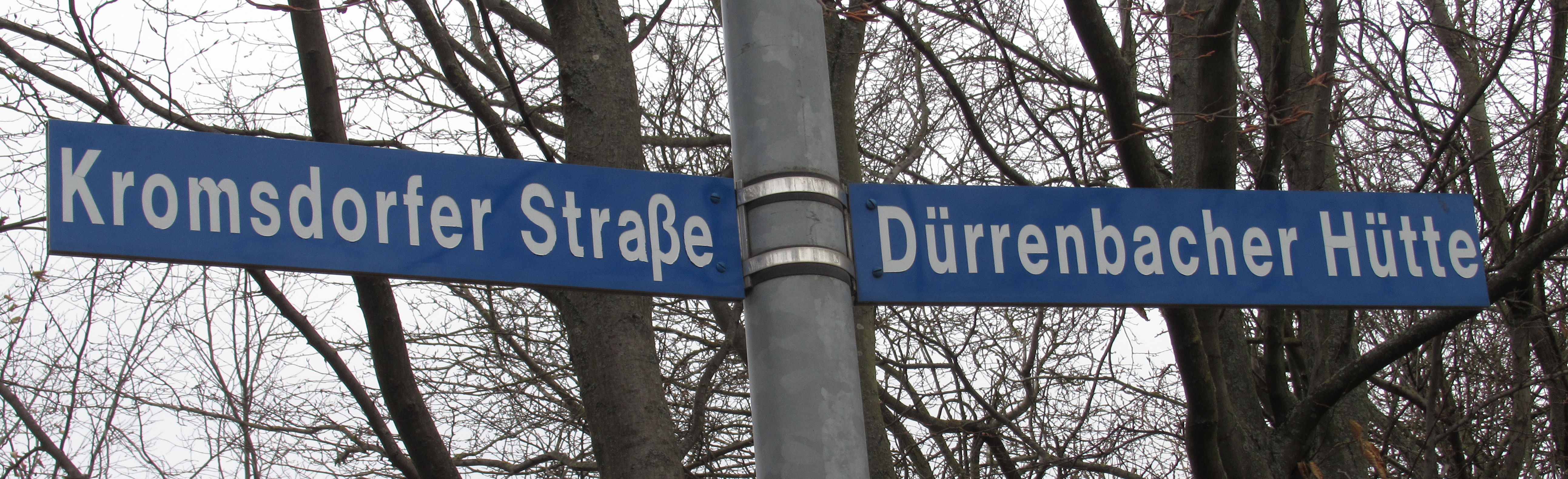
Straßenschild

Die Dürrenbacher Hütte im Norden Weimars hatte von diesem Bach ihren Namen her sowie den dort ansässigen Industriebetrieben, der diesen Bereich durchquert. Die Dürrenbacher Hütte wurde 1861 als Ziegelei begründet. Von 1870 bis 1895 firmierte sie unter Ziegelei und chemische Fabrik. Es wurden u. a. Kosmetikartikel hergestellt. Im Jahre 1903 wurde schließlich ein Maschinenbaubetrieb eröffnet, deren Gebäude später von der Gießerei des Weimar-Werkes genutzt wurden. Die Gebrüder Bruno und Rudolf Schramm waren es, welche diesen Industriestandort aufgebaut hatten. Ein Ziegeleibesitzer der Dürrenbacher war Emil Tscheuschner. Die Dürrenbacher Hütte ist der älteste Industriestandort in Weimar. In der Dürrenbacher Hütte befand sich während des Nationalsozialismus ein Lager für rumäniendeutsche Aussiedler. Es war ein Teil der Gustloff-Werke, worin diese auch zum Einsatz kamen. (Dazu  kamen  auch  Zwangsarbeiter  aus  der Kromsdorfer  Straße zum  Einsatz.)  Die dortige Gießerei wurde als Rüstungsvorhaben eingestuft, zu dem eigens für die Gasversorgung 1943 ein Anschluss an eine Ferngasleitung gebaut wurde.
Den Straßennamen Dürrenbacher Hütte gibt es für keine weitere Straße in einer Stadt oder einem Ort in Deutschland! Unter der Eisenbahn ist sie mit der Straße Langer Weg in Richtung Tiefurt verbunden und über diese mit der Hauptstraße.
Heute ist der Bereich Wohn- und Gewerbegebiet.